# Armand Forcherio
Armand Forcherio (Monaco, 1º marzo 1941) è un allenatore di calcio ed ex calciatore monegasco, di ruolo difensore.

## Carriera

### Club
Durante la sua carriera, svoltasi dal 1961 al 1972, ha giocato esclusivamente con il Monaco, collezionando 248 presenze e segnando 2 gol.

### Allenatore
Ha ricoperto la carica di allenatore dell'Arles e del Monaco.

## Palmarès

### Giocatore

#### Competizioni nazionali
- Campionato francese: 1

Monaco: 1962-1963
- Coppa di Francia: 1

Monaco: 1962-1963
- Supercoppa francese: 1

Monaco: 1961
- Coppa Charles Drago: 1

Monaco: 1961